# Henry Grey (3e comte Grey)
Pour les articles homonymes, voir Henry Grey et Grey.
Henry George Grey est un homme d’État anglais, né à Howick-House, dans le comté de Northumberland, en 1802. Il est le fils de Charles Grey (2e comte Grey).

## Biographie
Henry George Grey porte d’abord le titre de lord Howick, et c’est sous ce nom qu’il fait ses études au collège de la Trinité, à l’université de Cambridge. En 1826, il est élu à la Chambre des communes par le bourg de Winchelsea, et y suit fidèlement la politique du parti whig. En 1830, il est élu par le bourg de Higham-Ferrers.
Son père étant devenu ministre en 1830, lord Howick est nommé sous-secrétaire d’État au ministère des colonies. Eh 1831, après son entrée au cabinet, il doit se présenter de nouveau aux électeurs, et cette fois il est élu par le comté de Northumberland.
En 1832, il épouse l’une des filles de J. Copley. Le cabinet poursuit alors, sous la haute impulsion du comte Grey, père de lord Howick, toute une série de réformes politiques et administratives. Au nombre de ces innovations est posée, en 1833, la question de l’émancipation des esclaves ; lord Stanley rédige à cet égard un projet que lord Howick n’approuve pas. Ce dernier se retire du ministère des colonies, et passe comme sous-secrétaire d’État à l’intérieur. Il ne conserve ces nouvelles fonctions que jusqu’en 1834.
Dès l’année suivante, un ministère whig ayant pris la direction des affaires, lord Howick est nommé ministre de la guerre, et en même temps membre du conseil privé. En 1839, des divergences très marquées forcent lord Howick à se retirer du cabinet. En 1841, il n'est pas réélu à la Chambre des communes. Cet échec, qu’il attribue à l’influence de Robert Peel, l’irrite vivement contre lui et contre les tories. Aussi, ayant obtenu des électeurs du comté de Sunderland le mandat que ceux du Northumberland lui ont refusé, il ne cesse de faire, à la Chambre des communes, une opposition très ardente au ministère présidé par Robert Peel.
En 1845, la mort de son père le fait hériter du titre de lord Grey et de son siège à la Chambre des lords. L'année suivante, le ministère tory tombe. Dans le nouveau cabinet, présidé par lord Russell, le comte Grey est appelé à prendre le portefeuille des colonies. La guerre sanglante engagée contre les Cafres vient ajouter un grief nouveau aux plaintes dont le ministère des colonies est l'objet. L’opinion publique blâme le ministre, pour la direction donnée à cette expédition, dont la longue durée et les inutiles cruautés soulèvent des récriminations énergiques à la Chambre des communes. Lord Palmerston s’attire une impopularité égale à celle de son collègue des colonies, et ils entraînent ensemble la chute du cabinet au commencement de 1852. Le premier soin auquel se livre le comte Grey dans sa retraite est d’écrire et de publier un long mémoire politique, qui, avec les pièces à l’appui, forme deux volumes, et qui est une justification de tous les actes de son ministère. Cet ouvrage a pour titre : Politique coloniale de lord J. Hitssell et son administration.
Lord Aberdeen, lorsqu’il forme son cabinet de transition et de coalition, refuse d’y appeler le comte Grey, quoiqu’il y fasse entrer lord Palmerston avec le portefeuille de l’intérieur. Mais, au mois de mars 1855, lorsque lord Palmerston reprend la présidence du conseil, il offre à lord Grey le portefeuille de la guerre, que la retraite du duc de Newcastle laisse disponible. Le comte Grey refuse, et se sépare complètement de la politique du gouvernement à l’égard de la question d’Orient. Il prononce même à la Chambre des lords un discours très étendu et très énergique contre cette guerre, qu’il prétend injuste et inutile. Depuis cette époque, le comte Grey s’est tenu à l’écart des affaires publiques. En 1860, il propose à la Chambre des lords la suppression de l’Église officielle d’Irlande, et soulève une violente opposition.

## Distinctions

### Décorations
- Chevalier grand-croix de l'Ordre de Saint-Michel et Saint-Georges
- Ordre de la Jarretière

## Source
« Henry Grey (3e comte Grey) », dans Pierre Larousse, Grand dictionnaire universel du XIXe siècle, Paris, Administration du grand dictionnaire universel, 15 vol., 1863-1890 [détail des éditions].